# 2459 Spellmann
2459 Spellmann (1980 LB1) là một tiểu hành tinh vành đai chính được phát hiện ngày 11 tháng 6 năm 1980 bởi C. S. Shoemaker ngày films taken ở Palomar bởi E. Helin và S. J. Bus.